# Aptàmer

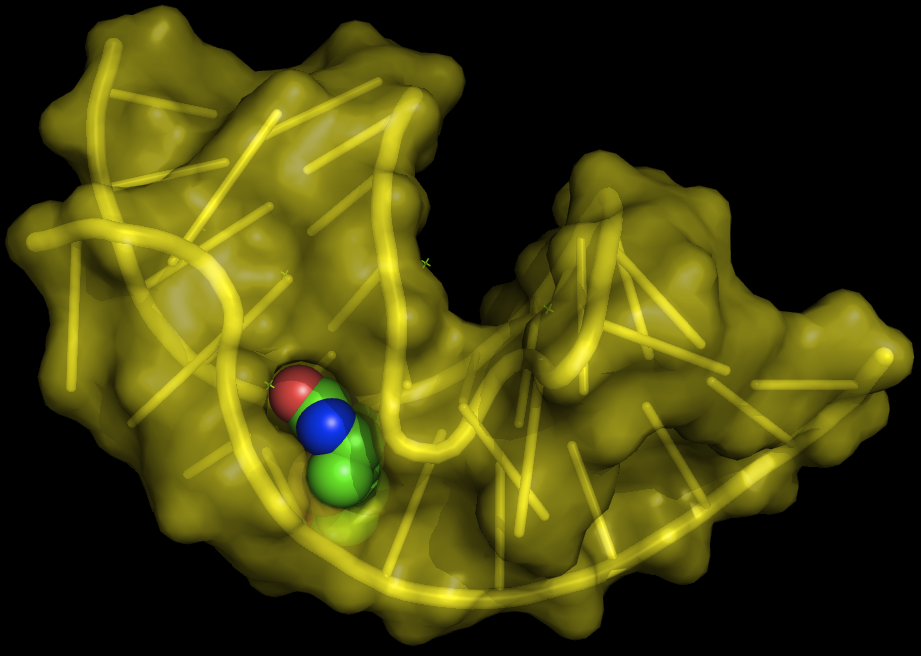
Estructura d'un aptàmer de RNA específic per a biotina. La superfície i l'esquelet de l'aptàmer es mostren en groc. La biotina (esferes) encaixa còmodament a la cavitat de la superfície de l'aptàmer.

Els aptàmers (del llatí aptus - encaixar, i el grec meros - part) són oligonucleòtids (petits fragments d'àcids nucleics) o pèptids (petits fragments de proteïna) que s'uneixen a una molècula diana específica. Es solen obtenir mitjançant la selecció a partir de grans col·leccions de seqüències aleatòries, si bé també existeixen aptàmers naturals en els anomenats riboswitches. Poden ser emprats tant en recerca bàsica com per a aplicacions clíniques com a fàrmacs macromoleculars. Els aptàmers poden ser combinats amb ribozims per autofragmentar-se en presència de la molècula diana. Aquestes molècules compostes tenen aplicacions industrials, clíniques i de recerca addicionals.
Els aptàmers poden classificar-se en: 
- Aptàmers de DNA, RNA o XNA. Consisteixen en cadenes d'oligonucleòtids generalment curtes.
- Aptàmers peptídics. Consisteixen en un domini peptídic variable curt, unit pels dos extrems a un scaffold proteic.

## Aptàmers d'àcids nucleics
Els aptàmers d'àcids nucleics són espècies d'àcids nucleics que han estat obtingudes mitjançant successives rondes de selecció in vitro (Evolució Sistemàtica de Lligands per Enriquiment Exponencial, abreujat SELEX) per unir-se a diverses dianes moleculars com ara molècules petites, proteïnes, àcids nucleics i fins i tot cèl·lules, teixits i organismes. Els aptàmers són útils en aplicacions biotecnològiques i terapèutiques, ja que ofereixen propietats de reconeixement molecular que poden competir amb les biomolecules de reconeixement més comunes, els anticossos. A banda del reconeixement específic, els aptàmers ofereixen avantatges que els fan més atractius que els anticossos, com ara el fet que poden ser modificats completament in vitro, i poden ser produïts de manera senzilla per síntesi química. A més a més, posseeixen característiques atractives pel que fa a l'emmagatzematge a llarg termini, i presenten una nul·la o baixa immunogenicitat en les seves aplicacions terapèutiques.
La història de l'estudi dels aptàmers es remunta a 1990, quan dos laboratoris van desenvolupar de manera independent la tècnica de selecció: el laboratori de Gold, usant el terme SELEX pel seu procés de selecció de lligands de RNA contra la polimerasa d'ADN T4; el laboratori de Szostak, usant el terme selecció in vitro i seleccionant lligands de RNA contra diversos colorants orgànics. El laboratori de Szostak va ser el que va encunyar el terme aptàmer per referir-se als lligands basats en àcids nucleics obtinguts. Dos anys més tard, el laboratori de Szostak i Gilead Sciences, van usar procediments de selecció in vitro per obtenir lligands formats per DNA de cadena senzilla (ssDNA) contra colorants orgànics i també contra la trombina. No sembla haver-hi diferències sistemàtiques entre els aptàmers de DNA i de RNA, llevat de la major estabilitat química intrínseca que presenta el DNA.
El concepte de selecció in vitro ja havia estat, de fet, introduït més de vint anys abans, quan Sol Spiegelman va usar un sistema de replicació Qbeta com a procediment per a fer evolucionar molècules autoreplicatives. A més a més, un any abans de la publicació de la selecció in vitro i de SELEX, Gerald Joyce va emprar un sistema que va anomenar 'evolució dirigida' per alterar la capacitat fragmentadora d'un ribozim.
Des del descobriment dels aptàmers, molts investigadors han usat la selecció d'aptàmers com a mètode per al seu descobriment i aplicació. El 2001, es va aconseguir automatitzar el procés de selecció in vitro. per part de J. Colin Cox del laboratori d'Ellington a la Universitat de Texas i a SomaLogic, Inc., reduint així la duració dels experiments de selecció de sis setmanes a tres dies.
Mentre que el procés de selecció artificial de lligands formats d'àcids nucleics havia demostrat ser de gran interès en biologia i biotecnologia, el paper dels aptàmers a la natura no va començar a ser descobert fins al 2002, quan dos grups dirigits per Ronald Breaker i Evgeny Nudler varen descobrir un element regulador genètic basat en àcids nucleics (que es va anomenar riboswitch) que posseïa propietats de reconeixement molecular similars als aptàmers obtinguts artificialment. Aquesta troballa, a banda de suposar el descobriment d'una nova forma de regulació genètica, aportava credibilitat al concepte del món de RNA, una etapa postulada que hauria tingut lloc a les beceroles de la vida al planeta.
Tant els aptàmers de DNA com els de RNA mostren afinitats d'unió robustes per diverses dianes. S'han seleccionat aptàmers de DNA i de RNA per a la mateixa diana. Aquestes dianes inclouen el lisozim, la trombina, l'element TAR del virus del VIH, l'hemina, l'interferó γ, el factor de creixement de l'endoteli vascular (VEGF), l'antigen prostàtic específic (PSA), i la dopamina. En el cas del lisozim, el TAR del VIH, el VEGF i la dopamina, els aptàmers de DNA són anàlegs dels de RNA, amb la timina substituint l'uracil. En el cas dels aptàmers contra l'hemina, la trombina i l'interferó gamma, els aptàmers de DNA i RNA es van obtenir per seleccions independents, i presenten seqüències úniques. Tenint en compte que no tots els anàlegs de DNA d'aptàmers de RNA són funcionals, cal seguir investigant la correlació entre les seqüències de DNA i RNA i la seva estructura i funció.
Darrerament s'han introduït els conceptes d'aptàmers intel·ligents i de lligands intel·ligents en general per descriure aptàmers seleccionats amb paràmetres de la interacció aptàmer-diana predefinits, incloent equilibri ({\displaystyle K_{d}}), taxa ({\displaystyle k_{off}}, {\displaystyle k_{on}}) constants i paràmetres termodinàmics (ΔH, ΔS). El mètode per a la selecció d'aptàmers intel·ligents és l'electroforesi capil·lar cinètica, que permet l'obtenció d'aptàmers en poques rondes de selecció.

### Ús dels aptàmers en teràpia, recerca i diagnòstic
Els recents desenvolupaments en les teràpies basades en aptàmers han permès assolir la fita de disposar d'una teràpia aptamèrica aprovada per la FDA (Administració d'Aliments i Fàrmacs dels Estats Units). Es tracta d'una teràpia per a la degeneració macular associada a l'edat anomenada Macugen i comercialitzada per OSI Pharmaceuticals. A més, l'empresa NeoVentures Biotechnology Inc. (http://www.neoventures.ca Arxivat 2016-02-07 a Wayback Machine.) ha aconseguit comercialitzar amb èxit la primera plataforma diagnòstica basada en aptàmers per a l'anàlisi de micotoxines en gra. Moltes altres companyies desenvolupen aptàmers i aptacossos per a substituir els anticossos en recerca, diagnòstic, descobriment de fàrmacs i teràpies.
Els aptàmers no modificats són ràpidament retirats del torrent sanguini, amb una vida mitjana de minuts a hores, sobretot per culpa de la degradació per part de les nucleases, i l'eliminació de l'organisme per part dels ronyons propiciada pel seu pes molecular inherentment baix. Les aplicacions dels aptàmers no modificats se centren sobretot en el tractament de condicions temporals com la coagulació de la sang, o en el tractament de patologies oculars, òrgan on és possible l'alliberament local dels aptàmers. Aquesta ràpida eliminació pot ser un avantatge en aplicacions com la imatge diagnòstica in vivo. En seria un exemple l'aptàmer d'unió a la tenascina que està desenvolupant Schering AG per a aplicacions en imatge en càncer. Algunes modificacions, com ara les pirimidines 2'-fluoro-substituïdes, la unió a polietilenglicol (PEG), etc. (les dues emprades a Macugen) permeten als científics incrementar fàcilment la vida mitjana en sèrum dels aptàmers fins a l'escala d'un dia o fins i tot d'una setmana.
Una altra estratègia per incrementar la resistència a les nucleases dels aptàmers és el desenvolupament de Spiegelmers, compostos completament per esquelets d'àcid L-ribonucleic (que en no ser la forma natural de l'àcid nucleic no és reconegut per les nucleases, evitant la degradació). Un spiegelmer respecte a un aptàmer convencional de RNA de la mateixa seqüència té les mateixes propietats d'unió, excepte pel fet que s'uneix a la imatge especular de la molècula diana.
A banda del desenvolupament de teràpies aptamèriques, molts investigadors com els del Laboratori d'Ellington i l'empresa SomaLogic (Boulder, CO) han estat desenvolupat tècniques diagnòstiques per a l'avaluació de perfils proteics plasmàtics basats en aptàmers i anomenades aptamer plasma proteomics. Aquesta tecnologia ha de permetre futures mesures proteiques de múltiples biomarcadors que poden ajudar a la distinció diagnòstica d'estats sans respecte a estats patològics. Els aptàmers de Somalogic contra les proteïnes de membrana HER2 i EGFR han demostrat també funcionar en el context d'aplicacions de diagnòstic patològic intraoperatiu de teixit congelat ràpidament.-
El laboratori d'Ellington ha desenvolupat com a eina per a tots els experiments de SELEX l'Aptamer Database, que cataloga tots els experiments publicats al respecte (es pot trobar a http://aptamer.icmb.utexas.edu Arxivat 2007-04-01 a Wayback Machine.).

## Aptàmers peptídics
Els aptàmers peptídics són proteïnes dissenyades per interferir en altres interaccions proteïna-proteïna dins les cèl·lules. Consisteixen en un llaç peptídic variable unit en ambdós extrems a un scaffold proteic. Aquesta doble subjecció estructural augmenta en gran manera l'afinitat d'unió de l'aptàmer peptídic, fins a nivells comparables als dels anticossos (és a dir, amb la constant d'afinitat d'unió al rang nanomolar).
La longitud del llaç variable sol ser d'entre 10 i 20 aminoàcids, i l'scaffold pot tractar-se de qualsevol proteïna amb bones propietats de solubilitat. Actualment la proteïna més emprada com a scaffold és la proteïna bacteriana tioredoxina-A, en la qual el llaç variable és inserit al centre actiu reductor, un llaç -Cys-Gly-Pro-Cys- a la proteïna original en què les cadenes laterals de les dues cisteïnes poden formar pont disulfur.
La selecció d'aptàmers peptídics es pot efectuar mitjançant diferents sistemes, però avui en dia el més freqüent és el sistema del doble híbrid de llevat.
Els aptàmers peptídics també es poden seleccionar a partir de llibreries combinatòries de pèptids construïdes per phage display i altres tecnologies d'exposició en superfície com ara mRNA display, ribosome display, bacterial display i yeast display. Aquests procediments experimentals també són coneguts com a biopannings. D'entre els pèptids obtinguts dels biopannings, els mimotops també poden ser considerats un tipus d'aptàmer peptídic. Tots els pèptids obtinguts a partir de llibreries combinatorials han estat emmagatzemats en una base de dades especial anomenada MimoDB, que és d'accés lliure i es pot consultar a http://immunet.cn/mimodb Arxivat 2012-11-16 a Wayback Machine..

## AptaBiD
L'AptaBiD o descobriment de biomarcadors facilitat per aptàmers és una tecnologia desenvolupada per al descobriment de biomarcadors. L'AptaBiD es basa en la generació d'aptàmers o conjunts d'aptàmers a través de diverses rondes per a dianes moleculars diferencials a la cèl·lula, fet que facilita la detecció exponencial de biomarcadors. Implica tres etapes fonamentals: (i) selecció diferencial a través de diverses rondes d'aptàmers contra biomarcadors de cèl·lules diana; (ii) aïllament basat en aptàmers de biomarcadors de les cèl·lules diana; i (iii) identificació dels biomarcadors per espectrometria de masses. La característica més important de la tecnologia AptaBiD és que genera sondes d'afinitat sintètiques (aptàmers) simultàniament al descobriment dels biomarcadors. En l'AptaBiD, els aptàmers es desenvolupen per a marcadors cel·lulars de superfície en el seu estat i conformació nadius. A més de facilitar la identificació de biomarcadors, aquests aptàmers també poden ser usats directament en l'aïllament i visualització de cèl·lules i el monitoratge de cèl·lules in vivo. Poden aplicar-se, així mateix, per a modular activitats de receptors cel·lulars i distribuir a les cèl·lules diversos agents (ex:fàrmacs o siRNA).